# Maarten van Ooijen
Maarten van Ooijen ('s-Hertogenbosch, 1 mei 1990) is een Nederlands socioloog, bestuurskundige, organisatieadviseur, politicus en bestuurder. Hij is lid van de ChristenUnie. Hij was staatssecretaris van Volksgezondheid, Welzijn en Sport in het kabinet-Rutte IV (2022–2024) en wethouder van Utrecht (2018–2022).

## Maatschappelijke loopbaan
Van Ooijen ging van 2002 tot 2008 naar het vwo aan het Ichthus College in Veenendaal. Daarna studeerde hij aan de Universiteit Utrecht waar hij van 2009 tot 2011 een bachelor in sociologie en van 2012 tot 2015 een master in bestuurskunde volgde. Ook was hij tijdens zijn studententijd lid van Sola Scriptura.
Hij was van 2011 tot 2014 medewerker in de fractie van de ChristenUnie in Utrecht en was daarnaast van 2012 tot 2014 actief als landelijk voorzitter van PerspectieF, de jongerenorganisatie van de ChristenUnie. Van 2015 tot 1 juni 2018 was hij werkzaam als adviseur bij Lysias Advies, onderdeel van de Lysias Consulting Group. Daar hield hij zich bezig met advisering voor de publieke sector.

## Politieke loopbaan
Na de gemeenteraadsverkiezingen van 2014 kwam Van Ooijen in de gemeenteraad van Utrecht terecht als gemeenteraadslid en fractievoorzitter van de ChristenUnie. Na de gemeenteraadsverkiezingen van 2018 vormde de ChristenUnie een college met GroenLinks en D66. Hij was vanaf 7 juni 2018 namens de ChristenUnie wethouder van Utrecht en had Maatschappelijke ondersteuning, Welzijn, Asiel en integratie, Sport en Wijk Vleuten-De Meern in zijn portefeuille. Hij werd in januari 2019 door het tijdschrift Binnenlands Bestuur verkozen tot Beste Jonge Bestuurder van 2018.
Van Ooijen was van 10 januari 2022 tot 2 juli 2024 staatssecretaris van Volksgezondheid, Welzijn en Sport in het kabinet-Rutte IV, als opvolger van zijn partijgenoot Paul Blokhuis. In zijn portefeuille had hij: oorlogsgetroffenen en verzetsdeelnemers; WMO en mantelzorg; maatschappelijke opvang en beschermd wonen; preventie; gezondheidsbevordering (leefstijl); VWS domein voor BES-eilanden; jeugdbeleid, Jeugdwet en jeugdgezondheidszorg; GGD in gemeentelijk domein.

## Loopbaan na de politiek
Op 5 november 2024 werd Van Ooijen voorzitter van de maatschappelijke adviesraad van de PO-Raad. Op 1 april 2025 werd hij programmadirecteur bij het Leger des Heils.

## Persoonlijk
Van Ooijen groeide op in Andel en Kesteren. Hij is getrouwd, vader van twee kinderen en lid van de Protestantse Kerk in Nederland.
- Parlement.com: vlp7jcyn4hv1